# James B. Irwin

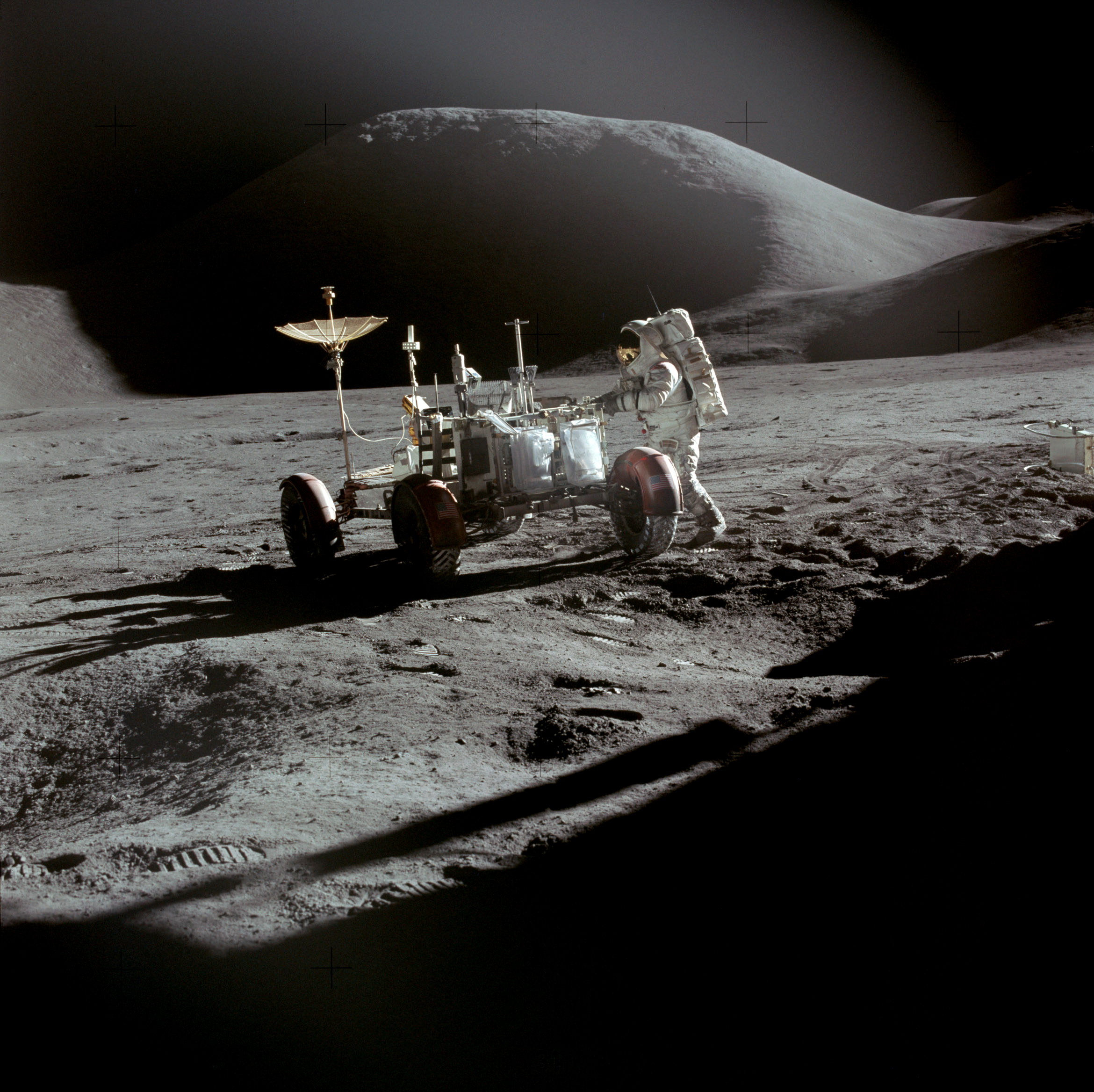
James B. Irwin och månbilen med Mons Hadley i bakgrunden

James Benson "Jim" Irwin, född 17 mars 1930, död 8 augusti 1991, var en amerikansk astronaut uttagen i astronautgrupp 5 den 4 april 1966.

## Rymdfärder
Apollo 15